# Oldenlandia triflora
Oldenlandia triflora är en måreväxtart som beskrevs av Carl Peter Thunberg. Oldenlandia triflora ingår i släktet Oldenlandia och familjen måreväxter.
Artens utbredningsområde är Java. Inga underarter finns listade i Catalogue of Life.